# Nikołaj Pimienow (ur. 1997)
Nikołaj Jurjewicz Pimienow (ros. Николай Юрьевич Пименов; serb. Nikolaj Pimenov, Николај Пименов; ur. 31 stycznia 1997 w Moskwie) – rosyjski wioślarz od 2023 reprezentujący Serbię, olimpijczyk z Paryża 2024.

## Biografia
Syn wioślarza Jurija Pimienowa – wicemistrza olimpijskiego z Moskwy 1980. Początkowo reprezentował Rosję w czwórkach. Uzyskał kwalifikacje olimpijską na igrzyska w Tokio w 2021, jednak dwóch jego kolegów z załogi zostało zawieszonych za stosowanie środków dopingujących i rosyjska czwórka nie wystąpiła na igrzyskach.
Po nałożeniu sankcji na Rosję w wyniku jej inwazji na Ukrainę w 2022, aby móc startować w zawodach międzynarodowych, postanowił zmienić reprezentację. Uzyskał obywatelstwo serbskie i od 2023 reprezentuje to państwo.

## Udział w zawodach międzynarodowych
| Impreza              | Rok  | Gospodarz  | Wynik   | Wynik           | Wynik   | Reprezentacja |
| Impreza              | Rok  | Gospodarz  | jedynka | dwójka podwójna | czwórka | Reprezentacja |
| -------------------- | ---- | ---------- | ------- | --------------- | ------- | ------------- |
| Igrzyska olimpijskie | 2024 | Paryż      | –       | 7               | –       | Serbia        |
| Mistrzostwa świata   | 2017 | Sarasota   | –       | –               | 10      | Rosja         |
| Mistrzostwa świata   | 2018 | Płowdiw    | –       | –               | 10      | Rosja         |
| Mistrzostwa świata   | 2019 | Ottensheim | –       | –               | 11      | Rosja         |
| Mistrzostwa świata   | 2023 | Belgrad    | 12      | –               | –       | Serbia        |
| Mistrzostwa Europy   | 2025 | Płowdiw    | –       | 5               | –       | Serbia        |